# Michael Fish
Michael Fish est un créateur de mode britannique né en 1940, célèbre pour avoir conçu de nombreux looks remarquables des années 1960 et 1970, tels que la cravate kipper.

## Carrière

### En tant que créateur de mode
Michael Fish est né en 1940 à Wood Green, dans le grand Londres. Il est issu d’un milieu ouvrier. Sa mère Joan travaille dans une pharmacie, son père Sydney est bookmaker sur les champs de course. Il a une sœur, Lesley, et un frère, Philip.
D'abord apprenti dans la confection de chemises, il conçoit au début des années 1960 des chemises pour l'enseigne traditionnelle masculine Turnbull & Asser sur Jermyn Street. Au milieu des années 1960, il ouvre sa propre boutique, Mr. Fish, sur Clifford Street à Mayfair avec Barry Sainsbury. La décennie suivante, ses créations sont caractéristiques de la période baptisée « révolution du paon » (The Peacock Revolution) dans la mode pour hommes, une réaction contre le conservatisme terne des vêtements masculins. Ses chemises sont à motifs floraux, décorés de volants ou autres ornements.
Peculiar to Mr. Fish devient une icône de la mode, tirant sa notoriété de tenues flamboyantes et qui ne passent pas inaperçues qu'il conçoit pour des célébrités comme Peter Sellers, Lord Snowdon, David Bowie, Pablo Picasso, Lord Lichfield.
Certaines de ses créations ont orienté des tendances de la mode, comme la cravate kipper ou le pull à col polo, un succès majeur à New York et à Londres pendant l'hiver 1967. Ses œuvres les plus controversées sont probablement ses robes pour homme, portées notamment par David Bowie (comme sur la couverture de l'album The Man Who Sold the World) et Mick Jagger dans le Concert de charité à Hyde Park.

### Cinéma
Michael Fish a conçu des costumes pour des films tournés entre le milieu des années 1960 et le début des années 1970 : Performance, dans lequel Mick Jagger porte une de ses robes pour hommes, le film de Peter Sellers Il y a une fille dans ma soupe, Doctor Who, avec les chemises à volants portées par Jon Pertwee dans ses cinq ans de rôle de « troisième docteur », etc.

### Fin de vie
Au milieu des années 1970, le magasin Mr Fish ferme, après le retrait de son associé Sainsbury. Les goûts ont changé, et le style de Fish est trop marqué années 1960. Il est alors recruté par Sulka à New York, une marque célèbre pour ses robes de chambre en soie. En 1978, il revient à Londres pour travailler à l’accueil du très branché Embassy Club de Bond Street, l'équivalent londonien du Studio 54.
Resté célibataire et sans enfants, Michael Fish est victime en 2004 d'un grave accident vasculaire cérébral. Il vit dans une maison de retraite en 2016.

## Posterité
Sa marque a été rachetée par David Mason ; la maison Mason & Sons propose toujours une gamme de vêtements Mr Fish.